# Wisowa (Pogórze Ciężkowickie)
Wisowa (409 m n.p.m.) — szczyt na Pogórzu Ciężkowickim, w Paśmie Brzanki.
Wisowa leży na głównym grzbiecie Pasma Brzanki, pomiędzy Gilową Górą a Rysowanym Kamieniem. Na północnych zboczach grzbietu położone jest osiedle Wisowa (przysiółek Jodłowej, tworzący w ramach wsi samodzielne sołectwo). Wisową łączy z centrum Jodłowej asfaltowa szosa, dzięki której przysiółek ma bezpośrednie połączenie autobusowe z Pilznem Osiedle posiada także połączenie drogowe na południe, z drogą krajową nr 28.
Szczyt pokryty jest pasami lasu mieszanego i pól uprawnych. W lesie na grzbiecie pomiędzy Wisową a Rysowanym Kamieniem znajduje się zniszczony cmentarz żydowski z XIX wieku.
Z przysiółku Wisowa pochodzi legendarny zapaśnik Zbyszko Cyganiewicz.
Od 2021 roku przysiółek posiada także własną, amatorską drużynę piłarską Wisowa, rozgrywającą mecze w meczu szóstek.
Przez Wisową przebiega pieszy szlak turystyczny:
- Siedliska – Nosalowa – Brzanka – Ostry Kamień – Gilowa Góra – Wisowa – Rysowany Kamień – Liwocz – Kołaczyce[3].